# Coupe caribéenne des nations 1998
Navigation
Édition précédente Édition suivante
La Coupe de la Caraïbe 1998 est organisée par la Jamaïque et par Trinité-et-Tobago.

## Tour préliminaire
La Jamaïque (pays coorganisateur) et Trinité-et-Tobago (tenant du titre et pays coorganisateur) sont directement qualifiés pour la phase finale.

### Groupe 1:Antilles néerlandaises
- Tournoi disputé à Aruba :

| Rang | Équipe                 | Pts | J | G | N | P | Bp | Bc | Diff |  | Résultats              |  |     |     |     |
| ---- | ---------------------- | --- | - | - | - | - | -- | -- | ---- |  | ---------------------- |  | --- | --- | --- |
| 1    | Antilles néerlandaises | 7   | 3 | 2 | 1 | 0 | 6  | 4  | +2   |  | Antilles néerlandaises |  | 1-0 | 3-3 | 2-1 |
| 2    | Aruba                  | 4   | 3 | 1 | 1 | 1 | 4  | 4  | 0    |  | Aruba                  |  |     | 3-3 | 1-0 |
| 3    | Suriname               | 3   | 3 | 0 | 3 | 0 | 8  | 8  | 0    |  | Suriname               |  |     |     | 2-2 |
| 4    | Guyane                 | 1   | 3 | 0 | 1 | 2 | 3  | 5  | -2   |  | Guyane                 |  |     |     |     |

### Groupe 2:Martinique
- Tournoi disputé à Castries, à Sainte-Lucie :

| Rang | Équipe                          | Pts | J | G | N | P | Bp | Bc | Diff |  | Résultats                       |  |     |     |     |
| ---- | ------------------------------- | --- | - | - | - | - | -- | -- | ---- |  | ------------------------------- |  | --- | --- | --- |
| 1    | Martinique                      | 6   | 3 | 2 | 0 | 1 | 7  | 6  | +1   |  | Martinique                      |  | 2-1 | 1-4 | 4-1 |
| 2    | Sainte-Lucie                    | 6   | 3 | 2 | 0 | 1 | 6  | 5  | +1   |  | Sainte-Lucie                    |  |     | 3-2 | 2-1 |
| 3    | Saint-Vincent-et-les-Grenadines | 3   | 3 | 1 | 0 | 2 | 9  | 8  | +1   |  | Saint-Vincent-et-les-Grenadines |  |     |     | 3-4 |
| 4    | Barbade                         | 3   | 3 | 1 | 0 | 2 | 6  | 9  | -3   |  | Barbade                         |  |     |     |     |

### Groupe 3:Dominique
- Tournoi disputé à Saint-Christophe :

| Rang | Équipe                     | Pts | J | G | N | P | Bp | Bc | Diff |  | Résultats                  |  |     |     |     |
| ---- | -------------------------- | --- | - | - | - | - | -- | -- | ---- |  | -------------------------- |  | --- | --- | --- |
| 1    | Dominique                  | 7   | 3 | 2 | 1 | 0 | 7  | 3  | +4   |  | Dominique                  |  | 2-1 | 1-1 | 4-1 |
| 2    | Saint-Christophe-et-Niévès | 6   | 3 | 2 | 0 | 1 | 7  | 3  | +4   |  | Saint-Christophe-et-Niévès |  |     | 2-1 | 4-0 |
| 3    | Guadeloupe                 | 4   | 3 | 1 | 1 | 1 | 5  | 3  | +2   |  | Guadeloupe                 |  |     |     | 3-0 |
| 4    | Îles Vierges britanniques  | 0   | 3 | 0 | 0 | 3 | 1  | 11 | -10  |  | Îles Vierges britanniques  |  |     |     |     |

### Groupe 4:Antigua-et-Barbuda
- Tournoi disputé à St. John's, Antigua-et-Barbuda :

| Rang | Équipe             | Pts | J | G | N | P | Bp | Bc | Diff |  | Résultats          |  |     |     |      |
| ---- | ------------------ | --- | - | - | - | - | -- | -- | ---- |  | ------------------ |  | --- | --- | ---- |
| 1    | Antigua-et-Barbuda | 7   | 3 | 2 | 1 | 0 | 11 | 3  | +8   |  | Antigua-et-Barbuda |  | 2-1 | 2-2 | 7-0  |
| 2    | Grenade            | 6   | 3 | 2 | 0 | 1 | 17 | 4  | +13  |  | Grenade            |  |     | 2-1 | 14-1 |
| 3    | Guyana             | 4   | 3 | 1 | 1 | 1 | 17 | 4  | +13  |  | Guyana             |  |     |     | 14-0 |
| 4    | Anguilla           | 0   | 3 | 0 | 0 | 3 | 1  | 35 | -34  |  | Anguilla           |  |     |     |      |

### Groupe 5:Haïti
Joué à Port-au-Prince, Haïti :
| Rang | Équipe                 | Pts | J | G | N | P | Bp | Bc | Diff |  | Résultats (▼ dom., ► ext.) |  |     |     |
| ---- | ---------------------- | --- | - | - | - | - | -- | -- | ---- |  | -------------------------- |  | --- | --- |
| 1    | Haïti                  | 6   | 2 | 2 | 0 | 0 | 9  | 0  | +9   |  | Haïti                      |  | 5-0 | 4-0 |
| 2    | République dominicaine | 3   | 2 | 1 | 0 | 1 | 3  | 6  | -3   |  | République dominicaine     |  |     | 3-1 |
| 3    | Porto Rico             | 0   | 2 | 0 | 0 | 2 | 1  | 7  | -6   |  | Porto Rico                 |  |     |     |

### Groupe 6:Îles Caïmans
- Tournoi disputé aux Îles Caïmans :

| Rang | Équipe       | Pts | J | G | N | P | Bp | Bc | Diff |  | Résultats    |  |     |     |
| ---- | ------------ | --- | - | - | - | - | -- | -- | ---- |  | ------------ |  | --- | --- |
| 1    | Îles Caïmans | 4   | 2 | 1 | 1 | 0 | 4  | 2  | +2   |  | Îles Caïmans |  | 2-2 | 2-0 |
| 2    | Cuba         | 4   | 2 | 1 | 1 | 0 | 4  | 3  | +1   |  | Cuba         |  |     | 2-1 |
| 3    | Bermudes     | 0   | 2 | 0 | 0 | 2 | 1  | 4  | -3   |  | Bermudes     |  |     |     |

## Phase de groupe

### Groupe A
- Joué à Trinité-et-Tobago :

|   | Équipe             | Pts | J | G | N | P | BP | BC | Diff |
| - | ------------------ | --- | - | - | - | - | -- | -- | ---- |
| 1 | Trinité-et-Tobago  | 9   | 3 | 3 | 0 | 0 | 13 | 3  | +10  |
| 2 | Antigua-et-Barbuda | 6   | 3 | 2 | 0 | 1 | 9  | 5  | +4   |
| 3 | Martinique         | 3   | 3 | 1 | 0 | 2 | 7  | 8  | -1   |
| 4 | Dominique          | 0   | 3 | 0 | 0 | 3 | 2  | 15 | -13  |

| 22 juillet 1998 | Trinité-et-Tobago  | 3 | 2 | Antigua-et-Barbuda |
|                 | Martinique         | 5 | 1 | Dominique          |
| 24 juillet 1998 | Trinité-et-Tobago  | 2 | 1 | Martinique         |
|                 | Antigua-et-Barbuda | 2 | 1 | Dominique          |
| 26 juillet 1998 | Trinité-et-Tobago  | 8 | 0 | Dominique          |
|                 | Antigua-et-Barbuda | 5 | 1 | Martinique         |

### Groupe B
- Joué en Jamaïque :

|   | Équipe                 | Pts | J | G | N | P | BP | BC | Diff |
| - | ---------------------- | --- | - | - | - | - | -- | -- | ---- |
| 1 | Jamaïque               | 9   | 3 | 3 | 0 | 0 | 9  | 3  | +6   |
| 2 | Haïti                  | 6   | 3 | 2 | 0 | 1 | 6  | 2  | +4   |
| 3 | Îles Caïmans           | 3   | 3 | 1 | 0 | 2 | 2  | 5  | -3   |
| 4 | Antilles néerlandaises | 0   | 3 | 0 | 0 | 3 | 2  | 9  | -7   |

| 22 juillet 1998 | Jamaïque     | 4 | 0 | Îles Caïmans           |
|                 | Haïti        | 4 | 0 | Antilles néerlandaises |
| 24 juillet 1998 | Jamaïque     | 3 | 2 | Antilles néerlandaises |
|                 | Haïti        | 1 | 0 | Îles Caïmans           |
| 26 juillet 1998 | Jamaïque     | 2 | 1 | Haïti                  |
|                 | Îles Caïmans | 2 | 0 | Antilles néerlandaises |

## Demi-finales
| 29 juillet 1998 | Jamaïque  | 1 - 0 b.e.o. | Antigua-et-Barbuda | National Stadium, Port-d'Espagne |
|                 | Lowe 110e |              |                    |                                  |

| 29 juillet 1998 | Trinité-et-Tobago                | 4 - 1 | Haïti     | National Stadium, Port-d'Espagne |  |
|                 | John 1re, 60e · Knights 15e, 42e |       | Cesar 85e |                                  |  |

## Match pour la3eplace
| 31 juillet 1998 | Haïti                                     | 3 - 2 | Antigua-et-Barbuda              | National Stadium, Port-d'Espagne |  |
|                 | Fleurial 72e · Menelas 27e · Mackenzy 71e |       | Christopher 53e · Christian 58e |                                  |  |

## Finale
| 31 juillet 1998 | Jamaïque                 | 2 - 1 | Trinité-et-Tobago | National Stadium, Port-d'Espagne |  |
|                 | McDonald 6e · Sewell 34e |       | John 48e          |                                  |  |

| Vainqueur de la Coupe de la Caraïbe 1998: Jamaïque Second titre |